# Lucius Aelius Stilo Praeconinus
Lucius Aelius Stilo Praeconinus var en latinsk grammatiker som levde cirka 154 f.Kr. till 74 f.Kr. Han var den förste grammatikern i Rom och var lärare för Varro och Cicero. Han följde Quintus Caecilius Metellus Numidicus i landsflykt till Rhodos omkring 100 f.Kr. Han var också historieskrivare, till sina aristokratiska vänners tjänst, fornforskare och kritiker. Han sysselsatte sig bland annat med äkthetsfrågor gällande Plautus. Hans skrifter har ej bevarats till modern tid.

### Fotnoter
1. ↑  Stilo, Lucius Æilius Præconinus i Nordisk familjebok (andra upplagan, 1917)